# Temperature play
Temperature play é um conjunto de práticas eróticas em que substâncias e/ou objetos são utilizados para ativar os termorreceptores do corpo com a finalidade de obter estimulação sexual. Em muitos casos, esse tipo de atividade é usado em preliminares. Vendas para os olhos e demais restrições físicas através do bondage são elementos comuns nessa prática como forma de intensificar as sensações térmicas.
Dentre as substâncias utilizadas, as mais comuns incluem gel ou óleo de massagem térmicos, cera de vela derretida, gelo e calda de chocolate. Objetos que retêm a temperatura, como os que são feitos de metal ou vidro, podem ser usados após serem resfriados no gelo ou aquecidos em água quente, por exemplo.
Fire play é uma vertente do temperature play que faz o uso de chamas próximas ou diretamente na própria pele. Esse tipo de prática é comumente visto como um edgeplay dentro da comunidade BDSM, pois é considerada como uma prática de risco, principalmente quando feita por pessoas inexperientes. Objetos como tochas e ventosas (geralmente utilizadas em ventosaterapia) são comuns no Fire play. Equipamentos de segurança como manta antichamas e extintor também costumam estar presentes nessa prática caso algo dê errado.